# Sierra View
Sierra View es un lugar designado por el censo ubicado en el condado de Monroe en el estado estadounidense de Pensilvania. En el Censo de 2010 tenía una población de 4813 habitantes y una densidad poblacional de 367,25 personas por km².

## Geografía
Sierra View se encuentra ubicado en las coordenadas 40°59′23″N 75°25′35″O / 40.98972, -75.42639. Según la Oficina del Censo de los Estados Unidos, Sierra View tiene una superficie total de 13.11 km², de la cual 13.11 km² corresponden a tierra firme y (0%) 0 km² es agua.

## Demografía
Según el censo de 2010, había 4813 personas residiendo en Sierra View. La densidad de población era de 367,25 hab./km². De los 4813 habitantes, Sierra View estaba compuesto por el 73.53% blancos, el 17.22% eran afroamericanos, el 0.27% eran amerindios, el 1.37% eran asiáticos, el 0.02% eran isleños del Pacífico, el 4.84% eran de otras razas y el 2.74% pertenecían a dos o más razas. Del total de la población el 15.75% eran hispanos o latinos de cualquier raza.